# Mary Rose Thacker
Pour les articles homonymes, voir Thacker.
Mary Rose Thacker, née le 9 avril 1922 à Winnipeg (Manitoba) et morte le 5 août 1983 à Victoria (Colombie-Britannique), est une patineuse artistique canadienne, triple championne du Canada en 1939, 1941 et 1942, et double championne nord-américaine en 1939 et 1941.

## Biographie

### Carrière sportive
Mary Rose Thacker commence à patiner au club de patinage de Winnipeg à l'âge de trois ans. En 1937, elle devient championne canadienne junior féminine.
À 16 ans en 1939, elle remporte les titres nationaux et nord-américains. Elle conquiert ensuite de nouveau le titre national en 1941 et 1942, et le titre nord-américain en 1941.
En raison de la Seconde Guerre mondiale, elle ne participe jamais ni aux championnats du monde, ni aux Jeux olympiques d'hiver.

### Reconversion
Elle prend sa retraite sportive en 1942, au milieu du second conflit mondial, et devient entraîneur. Elle ouvre une école de patinage en Colombie-Britannique en 1947 et forme des patineurs pendant les 35 années suivantes.

### Hommage
Elle est intronisée au Temple de la renommée du patinage artistique canadien en tant qu'athlète en 1995. Elle est également membre du Temple de la renommée des sports du Manitoba.

## Palmarès
| Compétition                                                                | 1939 | 1940 | 1941 | 1942 | 1943 |
| Jeux olympiques d'hiver                                                    |      | JA   |      |      |      |
| Championnats du monde                                                      |      | CA   | CA   | CA   | CA   |
| Championnats d'Amérique du Nord                                            | 1re  |      | 1re  |      | CA   |
| Championnats du Canada                                                     | 1re  | 2e   | 1re  | 1re  | CA   |
| Légende : JA = Jeux olympiques d'hiver annulés ; CA = Championnats annulés |      |      |      |      |      |